# Литовско-Белорусский фронт

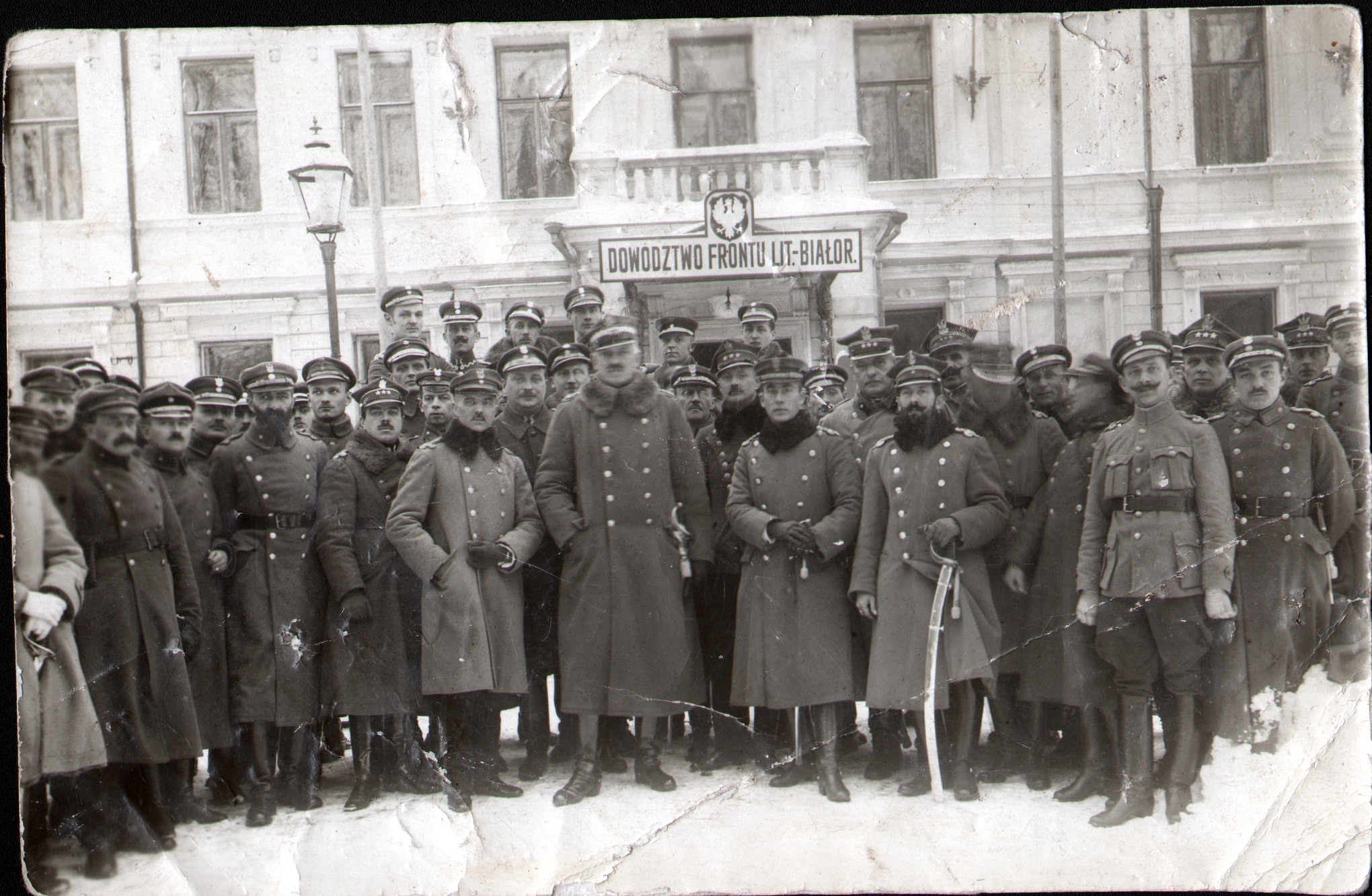
Генерал-лейтенант Станислав Шептицкий со своим штабом, зима 1920 г.

Литовско-Белорусский фронт (пол. Front Litewsko-Białoruski) — оперативное объединение Войска Польского, созданное во время советско-польской войны директивой главнокомандующего Юзефа Пилсудского от 15 мая 1919 года.

## История
После победоносной Виленской операции на территории бывшего Великого княжества Литовского действовали 4 тактические группы: генерала Рыдз-Смиглого, Мокшецкого, Ласоцкого и полковника Зажицкого. В связи с общей реорганизацией польских вооруженных сил 15 мая 1919 года было принято решение объединить их в Литовско-Белорусский фронт под командованием генерала Станислава Шептицкого, задачей которого было осуществление федералистской концепции Пилсудского, то есть создание независимых Литвы и Белоруссии, которые должны были быть буфером между Второй Речи Посполитой и РСФСР.

## Летнее наступление 1919 года
Реорганизация армии не принесла оживления на польско-советском фронте. Это было вызвано угрозой польско-германской войны, попыткой урегулировать конфликт с Украиной и деникинским наступлением. В результате части с обеих сторон не могли быть усилены и имели место лишь незначительные столкновения у Чарторыйска, Радивилова и Рафаловки с советскими войсками.
Только после подписания Германией мирного договора и изгнания западноукраинских войск за реку Збруч началось польское наступление на северо-востоке, начавшееся 1 июля. 2-я дивизия легионеров наносила удар от Богданова до Вилейки с намерением обойти с фланга советскую группировку в Молодечно, которую с воздуха атаковала польская авиация. Красная Армия оказала сильное сопротивление, но 4 июля была вынуждена отступить по расходящимся направлениям — к Полоцку и Минску. Именно тогда впервые появилась возможность обойти позиции советских войск в районе Минска с фланга, но сил фронта для этой операции в то время было недостаточно, поэтому действия на этом направлении прекратились.
Во второй декаде июля часть Литовско-Белорусской дивизии под командованием генерала Ласоцкого попыталась пройти через Налибокскую пущу, в результате чего между ней и 2-й дивизией легионеров образовался разрыв, в которую продвинулись советские войска. Это продвижение угрожало правому флангу 2-й дивизии, поэтому войска дивизия Ласоцкого были переброшены на север, а от линии разграничения с литовскими войсками подтянуты подкрепления. Эта опасность вынудила Верховное командование Войска Польского усилить силы фронта 8-й пехотной дивизией, переброшенной в конце июля с Мазовецкого фронта и группой генерала Конаржевского с Великопольского фронта (это было только начало транспортировки войск от западной границы к восточной, которая достигла своего апогея в августе).
В последней декаде июля генерал Станислав Шептицкий подчинил себе и Полесскую группу. В связи с этим в начале августа началась так называемая Минская операция. Она заключалась в окружении Минска северной группой (две дивизии) при поддержке 1-го Великопольского уланской полка, который должен был захватить Борисов и отрезать путь отхода советским войскам, и южной (две дивизии с приданными частями). Группа Ласоцкого должна была атаковать Койданов. В результате наступления Войско Польское после ожесточенных боев 8 августа вошло в Минск.

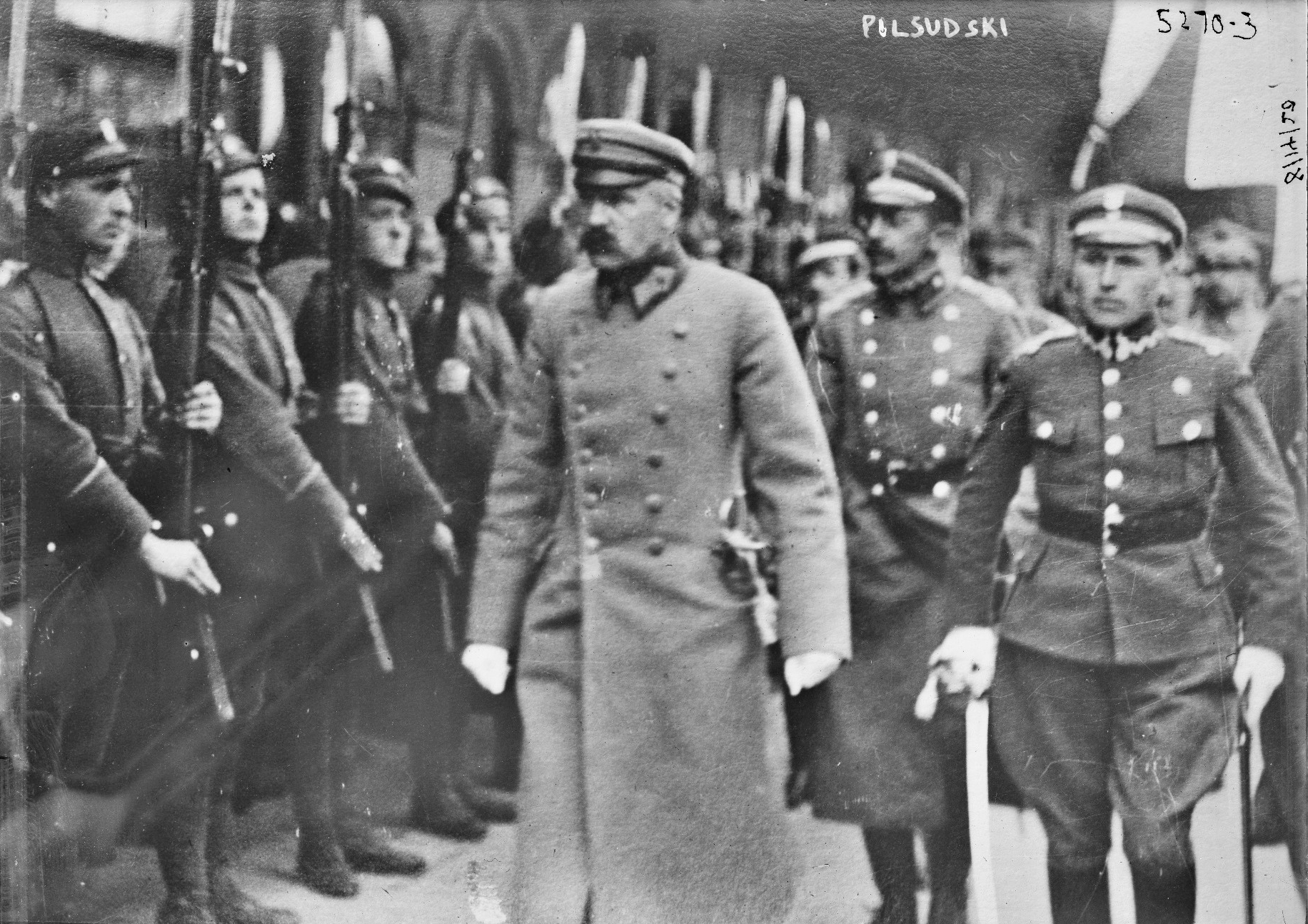
Юзеф Пилсудский в Минске в 1919 году

Разгромленная Красная Армия пыталась удержать Борисов на реке Березина, однако 2-я дивизия захватила город и плацдарм над рекой. Тем временем группа Конаржевского после разгрома отступавшей из Минска советской группировки в Игумене 28 августа при поддержке 1-го танкового полка овладела Бобруйской крепостью. До Березины дошла и 1-я Литовско-Белорусская дивизия, за исключением группы генерала Мокшицкого, которая должна была поддерживать связь с 9-й пехотной дивизией (Полесская группа), вошедшей в состав фронта с 14 августа. В это же время войска фронта поддержали Сейненское восстание и участвовали в нескольких стычках с литовскими войсками. Стычки на линии разграничения, вызванные стремлением литовцев вернуть себе Вильно, продолжались до лета 1920 года, когда они переросли в регулярные боевые действия.
В сентябре 1919 года на северном крыле фронта 8-я пехотная дивизия стала наступать на Лепель и Полоцк, а группа генерала Рыдз-Смигллого (1-я дивизия легионов и 1-я конная бригада) — на Дриссу и Двинск. Им противостояли 15-я (бывшая Латышская) и 16-я (бывшая Западная) армии. На линии Двинск-Полоцк в течение месяца шли бои, которые закончились достижением Дриссы и Дисны и вытеснением советских войск за Двину. В середине октября силами 15-й и 16-й армий был нанесён контрудар, завершившийся отходом 8-й дивизии к реке Аута. Лишь после прибытия подкреплений (из 1-й и 3-й легионерских и 1-й литовско-белорусской дивизий) и после многодневных боев польские войска к середине ноября вернули прежние позиции. К началу зимы силы фронта, после прибытия подкреплений, под командованием генерала Станислава Шептицкого включали в себя:
| Командир                             | Состав                                                                               | Позиция                    |
| ------------------------------------ | ------------------------------------------------------------------------------------ | -------------------------- |
| генерал-лейтенант Эдвард Рыдз-Смиглы | 1-я пехотная дивизия легионеров, 3-я пехотная дивизия легионеров, 1-я конная бригада | Даугавпилс-Друя            |
| генерал-лейтенант Юзеф Ласоцкий      | 1-я литовско-белорусская дивизия, 8-я пехотная дивизия                               | река Березина — Друя       |
| генерал-лейтенант Люциан Желиговский | 14-я пехотная дивизия, 2-я пехотная дивизия легионеров                               | река Березина              |
| генерал-лейтенант Антоний Листовский | 9-я пехотная дивизия, 2-я конная бригада                                             | река Птичь                 |
| генерал-лейтенант Густав Зигадлович  | 2-я литовско-белорусская дивизия, 6-я пехотная дивизия, 10-я пехотная дивизия        | Арьергард (Гродно, Вильно) |

## Двинское наступление 1920 г.

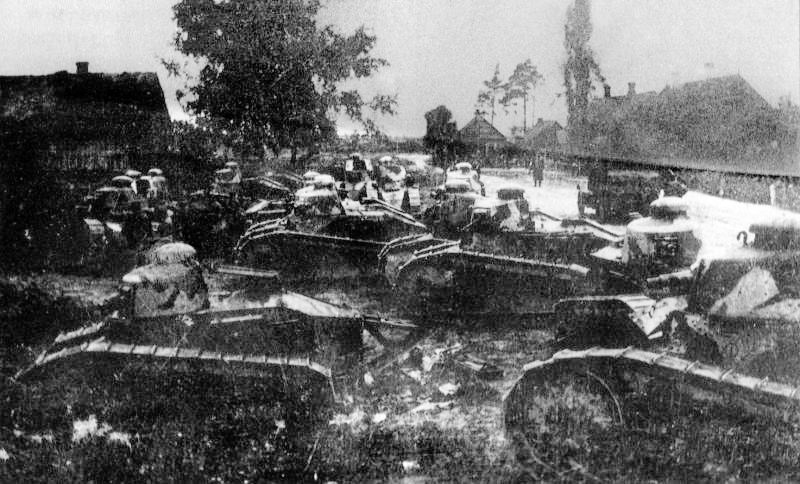
FT-17 1-го танкового полка под Двинском

Первым походом Войска Польского в 1920 года было взятие Двинска (совместно с латышской армией), которое готовилось с декабря. Ожидалось, что в нем примут участие 30 000 личного состава (две польские дивизии, 20 000 человек) и 10 000 латышских солдат. Командовал всей операцией генерал-лейтенант Эдвард Рыдз-Смиглы. Акция получила название Операция «Зима» и началась 3 января. При 25-градусном морозе и сильном снегопаде была форсирована по льду Двина. После непродолжительных, но ожесточенных боев польские войска заняли Двинск. 1-й дивизия легионов продвинулась на север и в Вышках была контратакована советскими войсками. Затем польско-латышские войска продолжили свои действия, выйдя 25 января на рубеж Дрисса — Освейское озеро. Польские части постепенно заменялись латышскими, за исключением Двинской крепости, из которой поляки ушли только в июле.

## Киевская операция 1920 г.

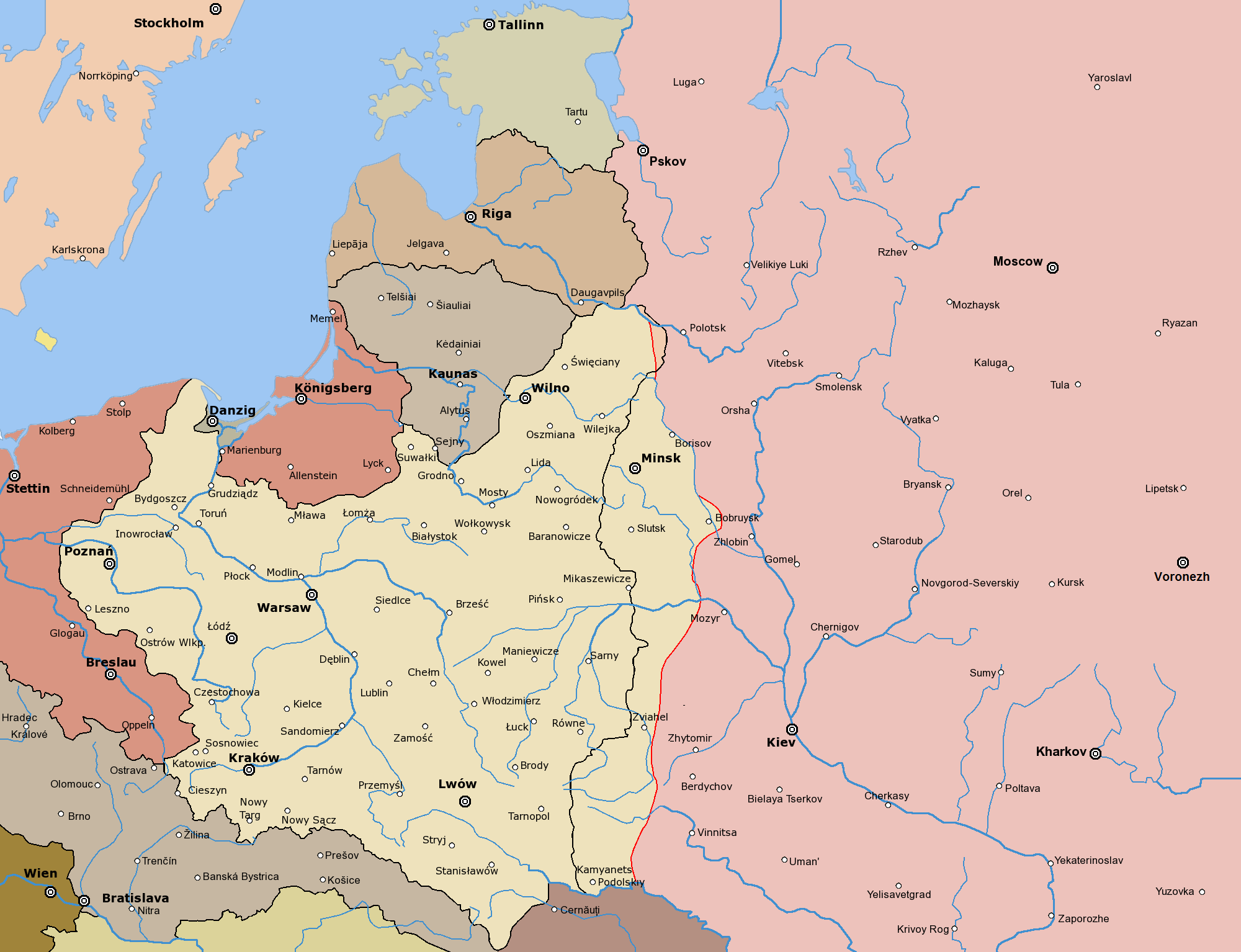
Линия фронта после Двинской операции

28 января 1920 года Совнарком высказался за мирные переговоры, но польская разведка наблюдала сосредоточение советских войск на передовой. Поэтому Верховное командование вооружённых сил Польши запланировало новую наступательную операцию в направлении Киева. Начальный этап (Мозырская операция) должен был проходить на Полесье. Для этого 9-я пехотная дивизия была усилена 2-й конной бригадой, пехотным полком и 20 пушками, то есть всего в дивизии стало 6100 пехотинцев и 400 кавалеристов. 5 марта от Уборца последовали два польских удара по советским 57-й и части 47-й стрелковым дивизиям: пехоты — на Мозырь, кавалерии — на Барбаров (оба городка были захвачены в один и тот же день) и вспомогательные удары от реки Птичь на Калинковичи, которые были заняты 6 марта.  7 марта 9-я дивизия начала укреплять свои позиции, а 8 марта взяла Речицу. В дальнейшем советские войска (10-я, 17-я и 57-я сд) безуспешно контратаковали четыре раза (16 марта, 30 марта — 3 апреля, 6 и 15 апреля). Единственным их успехом было возвращение Речицы 15 марта, снова отбитой польскими войсками 10 мая. Эти действия стали началом Киевской операции, но и последним боями фронта, поскольку в связи с очередной реорганизацией Войска Польского (приказ НДВП № 1940/I от 7 марта) 23 марта все фронты были расформированы, а части, подчиненные генералу Шептицкому, вошли в состав следующих армий (по состоянию на май):
| Командир                              | Армия     | Состав |
| ------------------------------------- | --------- | --- |
| генерал-лейтенант Стефан Маевский     | 1-я армия | 1-я литовско-белорусская дивизия, 8-я пехотная дивизия, 1-я конная бригада                                              |
| генерал-лейтенант Станислав Шептицкий | 4-я армия | 2-я пехотная дивизия легионеров, 9-я пехотная дивизия, 14-я пехотная дивизия, 17-я пехотная дивизия, 2-я конная бригада |
| генерал-лейтенант Густав Зигадлович   | 7-я армия | 2-я литовско-белорусская дивизия, 6-я пехотная дивизия, 10-я пехотная дивизия                                           |

Командование 4-й армии было создано на основе сокращенного штаба Литовско-Белорусского фронта, командование 1-й армии — на основе командования Поморского фронта, а командование 7-й армии — на основе командования Оперативной группы генерала Желиговского.
Во время майского наступления Красной Армии на основе этих соединений 17 мая был образован Северный фронт под командованием генерала Шептицкого.